# Hemilepidotus gilberti
Hemilepidotus gilberti és una espècie de peix pertanyent a la família dels còtids.

## Descripció
- Fa 36 cm de llargària màxima (normalment, en fa 27) i 800 g de pes.[5][6][7]

## Depredadors
A les illes Kurils és depredat per Polypera simushirae, i a Rússia per Bathyraja aleutica, Bathyraja maculata i Bathyraja parmifera.

## Hàbitat
És un peix marí, demersal i de clima temperat que viu entre 0-604 m de fondària.

## Distribució geogràfica
Es troba al Pacífic nord: des de Hokkaido (el Japó) fins al mar de Bering.

## Longevitat
La seua esperança de vida és de 12 anys.

## Observacions
És inofensiu per als humans.